# NGC 7834
NGC 7834 је спирална галаксија у сазвежђу Рибе која се налази на NGC листи објеката дубоког неба.
Деклинација објекта је + 8° 22' 8" а ректасцензија 0h 6m 37,9s. Привидна величина (магнитуда) објекта NGC 7834 износи 14,4 а фотографска магнитуда 15,1. NGC 7834 је још познат и под ознакама UGC 49, MCG 1-1-30, CGCG 408-30, KUG 0004+080, PGC 504.